# プトレマイオス4世
プトレマイオス4世・フィロパトル（ギリシア語: Πτολεμαίος Δ' Φιλοπάτωρ、紀元前244年 - 紀元前204年）は、古代エジプト、プトレマイオス朝のファラオ（在位：紀元前222年 - 紀元前205年）。プトレマイオス3世とベレニケ2世の子。フィロパトル（愛父王）と称される。同母姉のアルシノエ3世と結婚、共同統治した。

## 生涯
父プトレマイオス3世の下でプトレマイオス朝は最盛期を迎えたが、プトレマイオス4世の頃より国力は衰え始める。大酒飲みで放蕩生活を送ったと言われ、宮廷の腐敗が強まった。即位後、奸臣ソシビオス、アガトクレスの讒言に基づき母ベレニケ2世や弟マガス (en)を殺害した。アガトクレスの妹アガトクレアを愛人とし、廷臣たちの影響力が増大していく。
紀元前219年よりセレウコス朝シリアのアンティオコス3世（大王）との第四次シリア戦争（紀元前219年 - 紀元前217年）が始まり、コイレ・シリア周辺を巡り激戦が展開された。最終的に、ラフィアの戦いにおいて、エジプト原住民を主力に取り込んだエジプト軍が勝利し、コイレ・シリア周辺の確保に成功した。ラフィアの戦いにおいて原住民が勝利に貢献したことで、支配層（マケドニア人、ギリシャ人）は原住民の重要性を認識し、以降のプトレマイオス朝は彼らへの配慮を強めざるを得なくなる。
紀元前204年に急死し（ソシビオスらによる暗殺説もある）、王妃アルシノエ3世も殺害され、幼い子プトレマイオス5世が即位した。